# Ca l'Alsina (Cabrera de Mar)
Ca l'Alsina és un edifici de Cabrera de Mar (Maresme) protegit com a Bé Cultural d'Interès Local.

## Descripció
Es tracta d'una construcció de cinc cossos, amb aprofitament del cos central, més elevat, amb un pis que té les finestres formant triple arcada. Es tracta, per tant, d'una masia de tipus basilical, amb teulada a dues vessants, portal rodó dovellat i finestra principal gòtica. Les terrasses laterals formen un angle, a l'altura del primer pis.